# السياسة والحكومة في جمهورية هولندا

خريطة جمهورية هولندا

تألفت جمهورية هولندا من اتحاد سبع مقاطعات لها حكومتها الخاصة وتمتعت بالاستقلال التام، بالإضافة إلى عدد مما يُسمى بالأراضي العمومية التي حكمها مباشرة مجلس طبقات الأمة (برلمان جمهورية هولندا)، وهو ممثل الحكومة الفيدرالية. اتخذ مجلس طبقات الأمة من لاهاي مقرًا له، وضمّ نوابًا عن كل واحدة من المقاطعات السبع.

## لمحة عامة

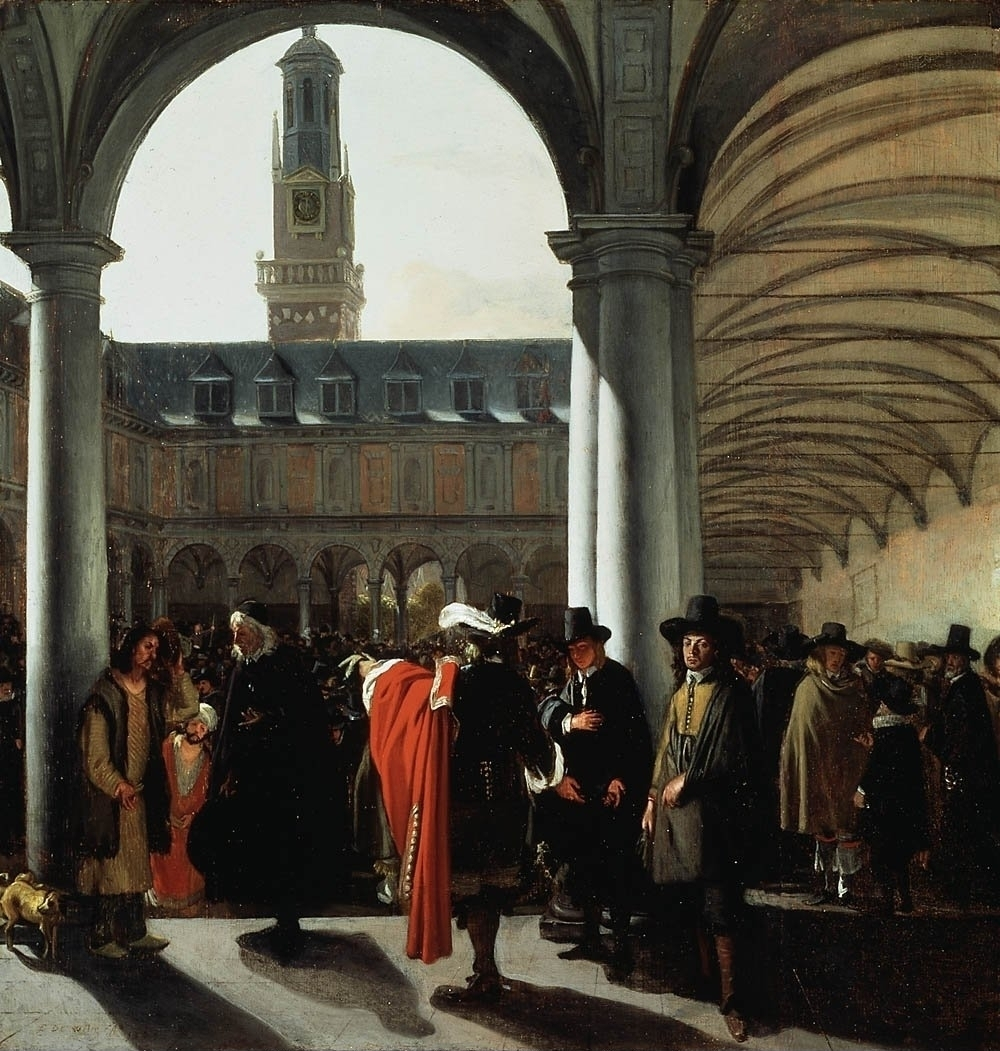
إيمانويل دي ويت - ساحة بورصة أمستردام

في العام 1581 أعلنت عدة مقاطعات ومدن ثائرة ضد حُكم فيليب الثاني ملك إسبانيا أعلنت استقلالها عبر مرسوم التخلي؛ في البداية كان في نية المقاطعات تعيين أمير آخر قائدًا للدولة. عُرضت مسألة حكم المقاطعات في بادئ الأمر على فرانسيس دوق أنجو، ولكن أُفشِل انقلابه العسكري في 1583 وأُطيح به. بعد اغتيال قائد المنتفضين، ويليام الصامت، عُرض المنصب على هينري الثالث ملك فرنسا وعلى الملكة إليزابيث الأولى ملكة بريطانيا، ورفض كلاهما الأمر. رغم ذلك ضمت الملكة إليزابيث المقاطعات تحت الحماية الإنجليزية وأرسلت روبرت دادلي، إيرل ليستر الأول كحاكم عام (وفقًا لمعاهدة نانساتش 1585). تضافرت عدة عوامل في إفشال هذه المحاولة، وغادر إيرل ليستر في العام 1588. تركت مغادرته المقاطعات في حالة من الثورة ودون رأس موجّه.
فيما يلي قائمة بمقاطعات جمهورية هولندا، مرتبة وفقًا لنظامها الإقطاعي: دوقية خيلدرز، وكونتيّة هولندا ومقاطعة زيلاند، وأسقفية أوترخت سابقًا، ولوردية أوفرآيسل، ولوردية فريزيا ولوردية خرونينجن الحرة (أي، غير الإقطاعية). في الواقع، وُجدت مقاطعة ثامنة، هي لوردية درينته، ولكن نظرًا لفقر هذه المقاطعة فقد أُعفيت من دفع الضرائب الكونفدرالية، وبالتالي حُرمت من التمثيل النيابي في مجلس طبقات الأمة. التحقت كلّ من دوقية برابنت، وكونتية فلانديرز، ولوردية ميشيلين بالمقاطعات الثائرة، ولكنها فيما بعد خضعت مرة أخرى للغزو الإسباني بكاملها أو بغالبها. بعد توقيع صلح ويستفاليا، خضعت الأجزاء المتبقية من تلك المقاطعات وغيرها من المناطق الحدودية  ضمن جمهورية هولندا خضعت لشكل حكم كونفدرالي تحت تسمية الأراضي العمومية. كانت هذه مقاطعة برابنت (برابنت الشمالية حاليًا)، مقاطعة فلانديرز (فلاندرز الزيلندية حاليًا)، مقاطعة أوفرماس (حول ماستريخت)، ومقاطعة خيلدرز العليا (حول فينلو، بعد العام 1715).
لم يكن شكل الحكومة الجمهوري ديمقراطيًا بالمعنى المتعارف عليه في عصرنا؛ ففي القرون السادس عشر والسابع عشر والثامن عشر، شكّل ما يُعرفون باسم الأوصياء «ريجينتين» الطبقة الحاكمة لجمهورية هولندا، وهم كانوا عبارة عن قادة المدن الهولندية أو رؤساء المنظمات (وصي دار الأيتام، مثلًا). بدءًا من القرون الوسطى، حكمت العائلات التجارية الغنية المدنَ الهولندية. رغم أن تلك العائلات لم تكن «طبقة» وراثية بشكل رسمي، فقد كانت «طبقة نبلاء» بحكم الأمر الواقع، في صورة شبيهة بوضع بطارقة الروم، طبقة النبلاء في الإمبراطورية الرومانية. في البداية، كان بمستطاع مواطني الطبقات الدنيا المنتمين للنقابات العمالية وحرّاس المدينة أن يتحدوا لتشكيل نوع من الثقل المكافئ لطبقة الأوصياء الحاكمة، ولكن على مدار القرون السادس عشر والسابع عشر والثامن عشر، اتخذت إدارة المدن والبلدات طابعًا أقلويًا، وصار من الصعب أكثر فأكثر الانضمام إلى الطبقة الحاكمة. ابتداءً من النصف الثاني للقرن السابع عشر تمكنت العائلات المتحكمة من احتكار المناصب الحكومية فيما بينها عبر تفاهمات تعاقدية شبه رسمية. شُغلت معظم المناصب عن طريق الخيار المشترك مدى الحياة. وهكذا فقد عملت الطبقة الحاكمة على توطيد نفسها أبدًا كطبقة مغلقة. مع ذلك كله، فقد توجب على العائلات المتحكمة أن تأخذ بالحسبان رأي رجل الشارع، لكيلا تواجه خطر الإزاحة عبر الاضطرابات السياسية كتلك التي حدثت مع الثورات الأورانية في الأعوام 1672 و1747 وثورة الوطنيين في العام 1785.

## تفوق مقاطعة هولندا
من ناحية تاريخية، كانت مقاطعة هولندا أكثر المقاطعات شمال نهريّ الراين والميز ازدهارًا وكثافة بالسكان. حتى في يومنا هذا يُستخدم اسم «هولندا» في اللغة الإنجليزية بشكل دارج ليُشير إلى مقاطعة شمال هولندا ومقاطعة جنوب هولندا ويشير إلى مملكة هولندا بشكل عام. انطبق هذا الأمر على الماضي كذلك، ويُعزى إلى تفوق مقاطعة هولندا بعدد السكان، والموارد الطبيعية، والصناعة شمال مصبّات الأنهار الكبرى الراين والميز.
جاءت هيمنة مقاطعة هولندا على غيرها من المقاطعات الواقعة شمال نهريّ الراين والميز والتي شكّلت جمهورية هولندا جاءت بمثابة تتويج لأحداث يعود تاريخها إلى القرن الثالث عشر (راجع أيضًا تطور المراكز الحضرية في البلدان المنخفضة ومنطقة أمستردام). تخلصت الثورة الهولندية من العوامل التي كانت تثقل حركة مقاطعة هولندا منذ القرن الخامس عشر: التجارة الأنجح نسبيًا في مقاطعات فلانديرز وبرابنت/أنتويرب، والنزعة المركزية لدى الحكام البرغنديين وعائلة هابسبورغ. لفترة من الزمان لقيت هيمنة مقاطعة هولندا شمال ديلتا الراين/الميز منافسة من دوقية خيلدرلند (راجع حروب خيلدرز)، ولكنها باءت بالفشل بسبب تفوق موارد مقاطعة هولندا وحكامها من عائلة هابسبورغ.
في البداية تركزت الثورة الهولندية في مقاطعات جنوب هولندا. حدّ تأثير ويليام الصامت وإيرل ليستر من تطلّعات مقاطعة هولندا. بعد مغادرة إيرل ليستر، وإعادة غزو دوق بارما الإسباني لمقاطعات جنوب هولندا وأجزاء كبيرة من الشمال، لم يعد هناك منافسة تذكر أمام نفوذ مقاطعة هولندا. إضافة إلى ذلك فإن معظم التجار الذين أسهموا في نمو مقاطعتي فلانديرز وبرابنت فرّوا شمالًا واستقروا في مقاطعة هولندا خلال الاضطرابات المرافقة للثورة. وهكذا ففي المراحل التكوينية لمؤسسات جمهورية هولندا، منذ العام 1588 وطوال السنوات العشرين التالية لم يكن ثمة قوة سياسية أو تجارية تشكل منافسة تُذكر أمام مقاطعة هولندا. أسست مقاطعة هولندا الجمهورية ومؤسساتها على قاعدة الحقوق السيادية على مستوى المقاطعات. ومع ذلك، لم تتمكن مقاطعة غير هولندا من ممارسة تلك الحقوق كاملة. استغلت مقاطعة هولندا المقاطعات الجنوبية، بعد إعادة احتلالها من قِبل إسبانيا، في سبيل تعزيز دفاعاتها ومواردها الاقتصادية. خُوّل مجلس طبقات الأمة بالسلطة على السياسة الخارجية للجمهورية وأمور الحرب والسلام. بعد العام 1590 خصوصًا وسّع المجلس صلاحياته ليشمل شؤون ما بين المقاطعات مثل تنظيم أمور السفن، وإدارة الأراضي المحتلة، وشؤون الكنيسة، والتوسع الكولونيالي. كانت مقاطعة هولندا هي المحرك الأساسي في وضع وتنفيذ هذه الهيكلية لمجلس طبقات الأمة، وتمّ لها ذلك أحيانًا رغم اعتراضات المقاطعات الأخرى.
لا يعني ما تقدّم أن جمهورية هولندا كانت تتمحور حول مصالح مقاطعة هولندا فحسب. ففي المسائل المتعلقة بالشكل والمراسم، كانت المقاطعات السبع التي لها حق التصويت متساوية وذات سيادة في برلماناتها الخاصة. لم يكن الهدف من اتحاد أوتريخت أو مجلس طبقات الأمة الذي منحه مضمونًا وشكلًا أن يعملا كدولة فيدرالية. كان من المفترض آنذاك أن تتوصل المقاطعات إلى اتخاذ القرارات المهمة بالإجماع، وهكذا تمثل الهدف من اتحاد أوتريخت في كونه كونفدرالية. أما شكل الدولة الذي ظهر نظرًا للظروف بعد العام 1579 كان عبارة عن اتحاد ذي سيادة يتألف من دول ذات سيادة (وهي الصيغة التي استعارتها الولايات المتحدة الأمريكية). لم تعمل قاعدة الإجماع بشكل فعّال: أما الإجماع على القرار بدعم غزو ويليام الثالث لإنجلترا في العام 1688 فقد كان استثناءً بارزًا. بالرغم من ذلك، كان اتخاذ القرارات الهامة نادر الحصول، إن حصل أصلًا، في حال اعتراض مقاطعة هولندا. على نفس المنوال، وفي سبيل المحافظة على الوئام مع باقي المقاطعات، امتنعت مقاطعة هولندا من اتخاذ قرار في حال معارضة المقاطعات الأخرى، في حال إعادة تشكيلها وضمها إلى الاتحاد؛ بل توجب عليها السعي إلى الحصول على توافق الأغلبية في حال اتخاذ القرارات الكبرى. في إطار هذه الضوابط، تمكن المتقاعد الأكبر لجمهورية هولندا، وأمير أورانيا من دفع المقاطعات بشكل مقنع نحو تبنّي الإجماع.